# Coptops andamanica
Coptops andamanica là một loài bọ cánh cứng trong họ Cerambycidae.